# Hamre, Idenors distrikt
Hamre är en bebyggelse i Idenors socken i Hudiksvalls kommun. Från 2015 till  2023 avgränsade SCB här en småort.